# Juan Manuel Santos

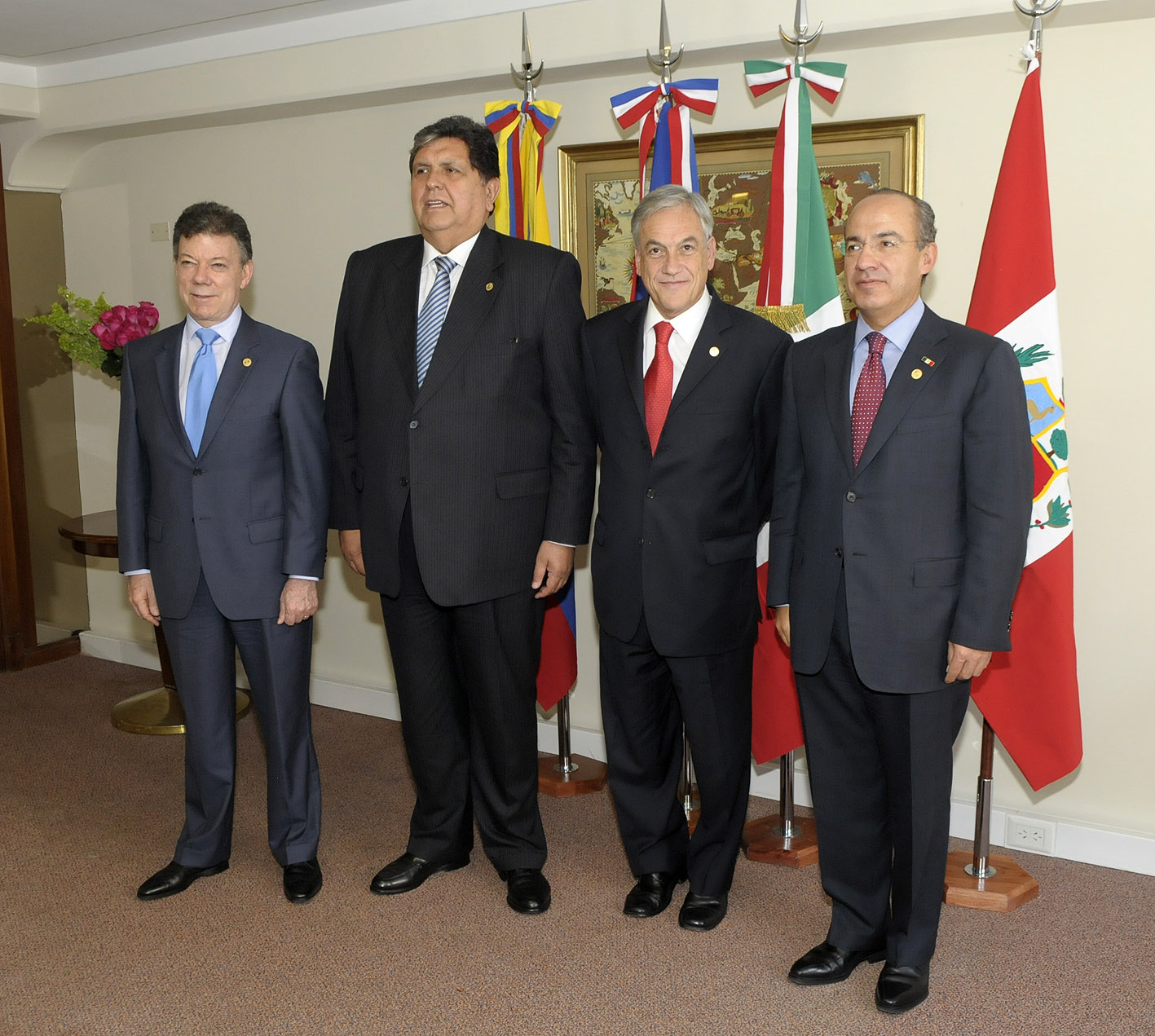
Zleva: Juan Manuel Santos, Alan García, Sebastián Piñera a Felipe Calderón (2010)

Juan Manuel Santos Calderón (španělská výslovnost: [chuan manuel santos kalderon], * 10. srpna 1951 Bogotá) je kolumbijský politik, ekonom a 32. prezident Kolumbie. V roce 2016 mu byla udělena Nobelova cena míru.

## Vzdělání
Studoval na University of Kansas, následně London School of Economics a Harvard University ekonomické a právní obory.

## Rodina
Jde o člena jedné z významných kolumbijských rodin. Jeho prastrýc Eduardo Santos byl prezidentem Kolumbie v období 1938 až 1942 a majitelem i ředitelem jedněch z nejvlivnějších kolumbijských novin El Tiempo. Jeho otec Enrique Santos Castillo pracoval více než 50 let jako novinový redaktor. Jeho bratr Enrique Santos Calderón byl ředitelem novin více než deset let, než byly v roce 2007 prodány španělské skupině Grupo Planeta. Jeho bratranec Francisco Santos byl viceprezidentem Kolumbie ve vládě Álvara Uribeho 8 let 2002–2010.
Je ženatý s Marií Clemenciou Rodriguez. Děti se jmenují: Martin, Maria Antonia a Esteban.

## Kariéra
Stal se ředitelem kolumbijské delegace na Mezinárodní organizaci pro kávu v Londýně. Byl ministrem zahraničního obchodu v administrativě prezidenta Césara Gavirii v roce 1991. V roce 1992 byl jmenován prezidentem VII. konference OSN o obchodu a rozvoji na dobu čtyř let. V roce 1999 byl jmenován předsedou hospodářské komise OSN pro Latinskou Ameriku a karibskou oblast (ECLAC) a sloužil jako ředitel Corporación Andina de Fomento (CAF) v období 2001–2002.
V roce 1994 založil nadaci Buen gobierno („Dobrá vláda“), jejímž deklarovaným cílem je pomoc a zlepšení governability a účinnosti kolumbijské vlády. Tato organizace předložila návrh demilitarizovaného pásma a mírové rozhovory s povstalci z FARC.

## Ministr a prezident
Od 7. srpna 2000 do 7. srpna 2002 byl ministrem financí a později od 19. července 2006 do 18. května 2009 ministr obrany.
Dne 20. června 2010 byl zvolen prezidentem Kolumbie ve druhém kole prezidentských voleb, přísahu složil 7. srpna 2010 a nahradil svého předchůdce Álvara Uribeho. Dne 15. června 2014 byl zvolen na další funkční období do roku 2018.
Na konci června roku 2016 podepsal v kubánské Havaně, za přítomnosti např. generálního tajemníka OSN Pan Ki-Muna a prezidenta Raúla Castra, dohodu o definitivním příměří s vůdcem organizace FARC, Rodrigem Londonem.
V referendu, vypsaném v říjnu roku 2016, se ale Kolumbijci těsnou většinou vyslovili proti mírově dohodě s FARC. V témže měsíci byl pak následně oceněn Nobelovou cenou míru za svoji snahu mírovou cestou uzavřít trvalé příměří s FARC.

## Vyznamenání
- řádový řetěz Řádu aztéckého orla – Mexiko, 1. srpna 2011[6]
- velkokříž s řetězem Řádu prince Jindřicha – Portugalsko, 14. listopadu 2012[7]
- rytíř velkokříže Konstantinova řádu svatého Jiří – Bourbon-Obojí Sicílie, 7. června 2013[8]
- velkokříž s řetězem Řádu Isabely Katolické – Španělsko, 27. února 2015[9]
- Vojenská záslužná medaile I. třídy – Mexiko, 7. května 2015
- Námořní záslužná medaile I. třídy – Mexiko, 7. května 2015[10]
- čestný rytíř velkokříže Řádu lázně – Spojené království, 7. června 2013[11]
- velkokříž se zlatou hvězdou Řádu José Matíase Delgada – Salvador, 5. dubna 2016[12]
- velkokříž s řetězem Řádu svobody – Portugalsko, 13. listopadu 2017[7]